# Об'єктив з постійною фокусною відстанню

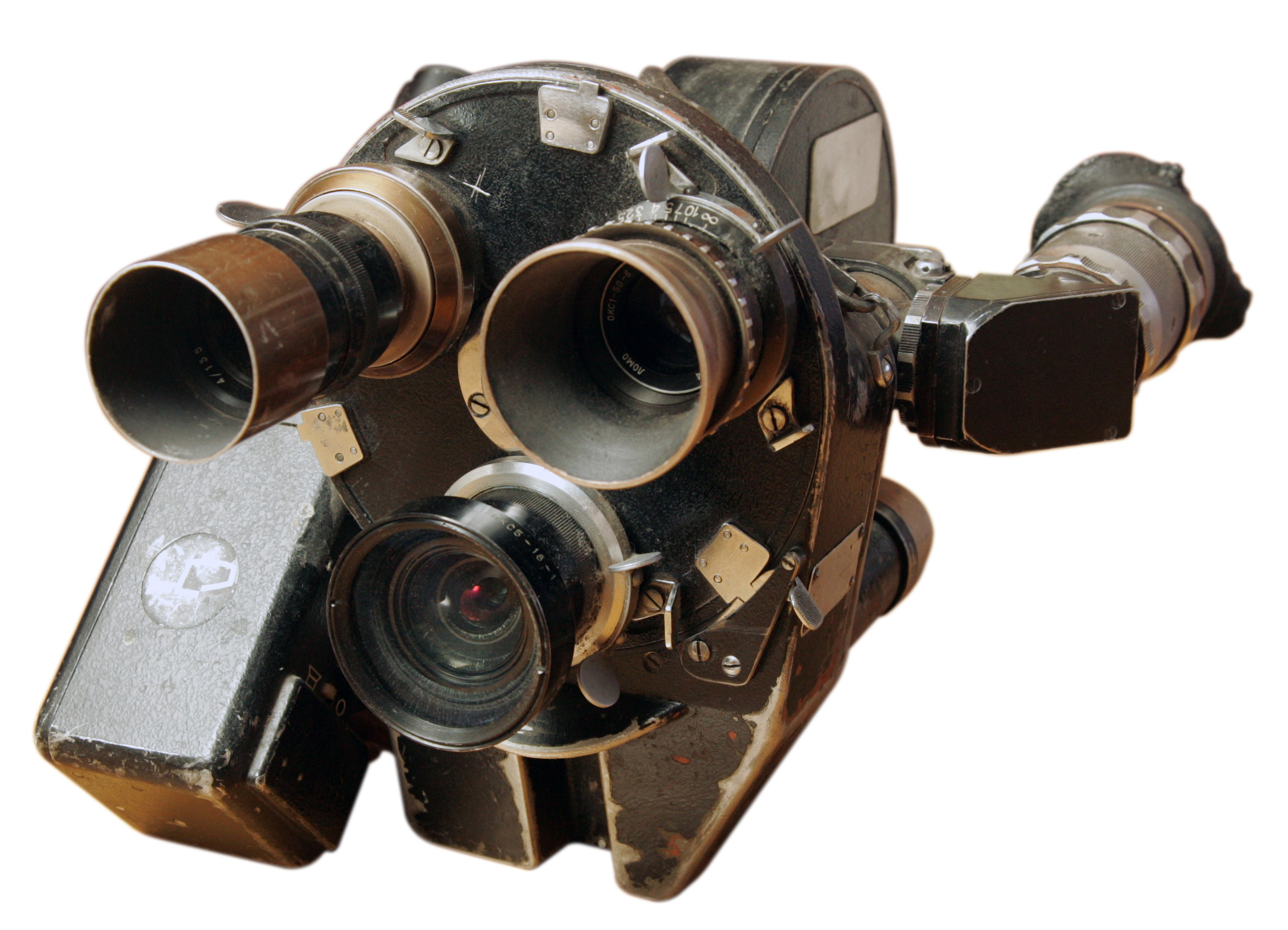
Кінознімальний апарат «Конвас-автомат» з трьома дискретними об'єктивами на револьверній головці

Об'єктив з постійною фокусною відстанню — об'єктив, фокусна відстань якого має єдине дискретне значення, на відміну від об'єктивів із змінною фокусною відстанню. В середовищі кінооператорів кінознімальна оптика такого типу називається дискретний об'єктив, а фотографи частіше використовують термін фікс-об'єктив або просто «фікс». Дискретні об'єктиви історично з'явилися значно раніше від зумів і є основою парку оптики для фотоапаратів і кінокамер, зокрема й цифрових. У відеокамерах частіше застосовуються варіооб'єктиви. Постійна фокусна відстань значно спрощує конструкцію об'єктива, зокрема зменшується кількість лінз і меж повітря/скло. Тому дискретна оптика дозволяє отримувати значно вищу якість зображення, ніж зуми. Однак, однією з найважливіших переваг дискретної оптики вважається значно більша світлосила, що найбільшою мірою проявляється зі зростанням розміру кадру. Так, якщо світлосила зум-об'єктива, розрахованого на малоформатний кадр, не перевищує в більшості випадків f/2,8, фікс-об'єктиви дозволяють отримувати f/1,4 і навіть f/0,95. Головний недолік дискретної оптики полягає в незмінності кутового поля і зображення перспективи. В професійній фотографії та кінематографі це змушує мати набір з декількох змінних об'єктивів з різними фокусними відстанями.